# Aminale
| Aminale                                                                                      |
| -------------------------------------------------------------------------------------------- |
| Allgemeine Struktur eines Aminals, das aus Benzaldehyd synthetisiert wurde (R = Alkyl etc.)  |
| Allgemeine Struktur eines Aminals, das aus Benzaldehyd synthetisiert wurde (R = Alkyl etc.). |

Aminale (Synonym: N,N-Acetale) bilden eine Stoffgruppe in der organischen Chemie. Sie enthalten als charakteristisches Strukturelement zwei Aminogruppen, die am selben Kohlenstoffatom gebunden sind. Es handelt sich somit um geminale Diamine.

## Synthese
Die folgende Reaktion zeigt ein Beispiel für die Bildung eines Aminals aus dem sekundären Amin Morpholin und Benzaldehyd:
Die Bildung des Aminals erfolgt unter Wasserabspaltung.

## Reaktivität
Aminale mit einem beweglichen Wasserstoffatom in β-Stellung zum Stickstoff spalten unter Wärmeeinwirkung ein Äquivalent Amin (HNR2) ab, dabei entsteht ein Enamin: